# Kananaskis Village
Kananaskis Village (village englisch für „Dorf“) ist ein Resort in der kanadischen Provinz Alberta. Obwohl die Ansiedlung als Dorf bezeichnet wird, ist sie nur eine unselbständige Siedlung im Kananaskis Improvement District.

## Lage
Kananaskis Village befindet sich in den kanadischen Rocky Mountains im Flusstal des Kananaskis River auf einer Höhe von etwa 1500 m. Der Ort im Kananaskis Country befindet sich knapp 70 km westlich von Calgary sowie 40 km südöstlich von Banff. Kananaskis Village liegt am Alberta Highway 40, einer Nebenstraße, die vom Trans-Canada-Highway zwischen Calgary und Banff abzweigt. Von dort sind es noch 26 Straßenkilometer bis zum Resort. Nach Süden führt der Alberta Highway 40 weiter nach Longview.
In der Umgebung von Kananaskis Village befinden sich die Provinzparks Bow Valley Provincial Park,  Elbow-Sheep Wildland Provincial Park und Spray Valley Provincial Park. Weiterhin liegt bei Kananaskis Village der Rastplatz „Evan-Thomas Provincial Recreation Area“.

## Infrastruktur
Die touristische Ferienanlage „Kananaskis Village“ bietet Unterkünfte im Hotelstil und zahlreiche Annehmlichkeiten, darunter ein 36-Loch-Golfplatz, der „Kananaskis Country Golf Course“, das Nakiska-Skigebiet für Abfahrten, die Reitanlagen der „Boundary Ranch“ sowie Wanderwege, Mountainbike-Strecken und Langlaufloipen. Weiterhin gibt es im Süden von Kananaskis Village den Campingplatz „Mount Kidd RV Park“.

## Olympische Winterspiele 1988
Kananaskis Village war Austragungsort der Ski-Alpin-Disziplinen der Olympischen Winterspiele 1988.

## G7/G8-Gipfeltreffen
In Kananaskis Village fand im Jahr 2002 der G8-Gipfel sowie im Jahr 2025 der G7-Gipfel statt.